# SS寒天培地
SS寒天培地（エスエスかんてんばいち、Salmonella-Shigella Agar）とは、サルモネラSalmonella属や赤痢菌Shigella属を糞便検体から分離するのに優れた選択分離培地である。

## 培地の組成
| 物質                       | 量      |
| -------------------------- | ------- |
| 肉エキス                   | 5.0 g   |
| ペプトン                   | 5.0 g   |
| 乳糖                       | 10.0 g  |
| デオキシコール酸ナトリウム | 8.5 g   |
| クエン酸ナトリウム         | 8.5 g   |
| チオ硫酸ナトリウム         | 8.5 g   |
| クエン酸鉄                 | 1.0 g   |
| ブリリアントグリーン       | 0.33 mg |
| 中性紅                     | 25 mg   |
| 寒天末                     | 13.5 g  |
| 水                         | 1000 ml |

純水に溶解し、pH7.0になるように調整する。
なお、作成に当っては加温溶解としオートクレーブ等で滅菌してはならない。

## 特徴
- SS寒天培地は、デオキシコール酸ナトリウムなどの胆汁酸塩・クエン酸塩・ブリリアントグリーンの相互作用によりグラム陽性菌を中等度発育阻止し、また、大腸菌(Escherichia coli)などの乳糖を分解する腸内細菌の発育を抑制しかつ、発育してもコロニーがレンガ色に着色する為、乳糖非分解菌である。
- Salmonella属やShigella属等の無色半透明のコロニーとは容易に分別できる。
- Salmonella属、Citrobacter属、Proteus属などの硫化水素産生が著名な菌属では、コロニーの中心部が硫化鉄により黒変する事により容易に判別できる。[1]

## 培養の方法
- 培地は、平板培地を用いる。
- 培地は使用する前に、無菌試験等を行ない問題の無い物を用いる。
- 検体を採取後できるだけ速やかに培地に画線塗末する。
- 平板培地を好気条件下において、35 ℃で18-24時間培養する。
- 24時間で菌の発育を認めた場合には、さらに24時間培養を行なう。[1]

## 主な菌の発育の性状
| 菌名                     | 性状                             |
| ------------------------ | -------------------------------- |
| Escherichia coli         | わずかに発育・桃色又は赤色       |
| Proteus                  | 無色・中心部が黒変・Swarming抑制 |
| Shigella属               | 無色半透明                       |
| Salmonella属             | 無色・コロニー中心部が黒変       |
| Enterobacter・Klebsiella | わずかに発育・桃色               |
| Pseudomonas              | わずかに発育・非定型             |
| グラム陽性菌             | 発育しない                       |

## SS寒天培地の改良品
一部の組成を変更した、変法SS寒天培地等が販売されている。